# Vaivara (concentratiekamp)
Concentratiekamp Vaivara was een Duits concentratiekamp tijdens de Tweede Wereldoorlog, gelegen in Estland, bij het plaatsje Vaivara. Het was het grootste van 22 kampen die zich in Estland bevonden.
Op 21 juni 1943 vaardigde Heinrich Himmler orders af om een concentratiekamp te bouwen in Estland om in de behoefte aan een militaire industrie te voorzien. In september 1943 kwam de eerste gedeporteerde in Vaivara aan. De gevangenen werkten voornamelijk in de olie-industrie, de houtkap, de steengroeven, de teerproductie en andere bouwwerkzaamheden. Er was relatief goede gezondheidszorg in het kamp, omdat er een tekort was aan arbeidskrachten. Hierdoor ligt het vermoedelijke sterftecijfer door ziekte en uitputting onder de 15%.
Het is niet precies bekend hoeveel mensen er in Vaivara gevangen hebben gezeten, omdat documenten over de aantallen en bronnen om mensen te identificeren ontbreken. Het aantal wordt geschat op ongeveer 10.000, voornamelijk Joden. Ook het aantal geëxecuteerden is niet precies vast te stellen, omdat de meeste lichamen waren verbrand, maar daarvan lopen de schattingen uiteen van 1.500 tot 2.000.
Toen in januari 1944 het front naderde werd een groot deel van het kamp al geëvacueerd naar andere kampen. Toen in juli 1944 het Rode Leger Estland binnenviel moesten de overgebleven gevangenen hard doorwerken en de lichamen van degenen die waren geëxecuteerd werden verbrand.
Een bekend subkamp van Vaivara was het kamp Klooga, waar op 19 september 1944 ongeveer 2000 mensen vermoord zijn. De andere twee subkampen van Vaivara zijn Ereda en Lagedi. Ook in deze twee subkampen hebben massamoorden plaatsgevonden.
Alfabetisch op naam.  Indien een kamp meerdere rollen had, staat het in de "hoogste" groep.
Zie ook: Lijst van naziconcentratiekampen · Jappenkampen in Nederlands-Indië · Lijst van jappenkampen